# Yadosagashi
Yadosagashi (やどさがし?, Yadosagashi, lett. "Cercare un riparo") è un cortometraggio d'animazione giapponese di 12 minuti ideato, scritto e diretto da Hayao Miyazaki e presentato al pubblico il 3 gennaio 2006 Viene giornalmente proiettato al Museo Ghibli a Mitaka, in Giappone.
L'opera contiene poco o nessun dialogo in giapponese e la storia viene convogliata quasi interamente attraverso le immagini e gli effetti sonori, che sono riprodotti esclusivamente dalla voce umana e nel film vengono segnalati con delle interiezioni simili a quelle dei fumetti.

## Trama
Fuki, dopo aver preparato un grande zaino con vivande e vestiti, parte dalla sua vecchia capanna di buon umore per andare in cerca di una nuova casa. Lungo la strada, fa strani incontri ed è testimone di numerose apparizioni ed avvenimenti del mondo naturale, come pesci giganti, insetti e kami simili a Totoro de Il mio vicino Totoro.